# Niederau (Düren)
Niederau ist seit 1972 ein Stadtteil von Düren in Nordrhein-Westfalen. Die Ursprünge des Ortes an der Rur reichen zurück bis in die fränkische Zeit und sind eng mit den Burgherren verbunden, die im Schloss Burgau residierten. Während der Industrialisierung entwickelte sich Niederau zu einer Wohngemeinde für die Fabrikarbeiter aus dem benachbarten Krauthausen. Auch im Ort selbst entstand eine Papierfabrik. Das höchste Gebäude in Niederau ist die Pfarrkirche, die ein kleineres Gotteshaus aus dem 12. Jahrhundert ersetzte. Heute prägen vor allem die zahlreichen Vereine das Leben in Niederau. Daraus entwickelte sich die Partnerschaft zu Altmünster-Neukirchen. Die Fußballer pflegen ebenso internationale Beziehungen wie die Stockschützen.

## Geographie
Niederau befindet sich im Süden des Stadtgebietes und liegt an der Rur. Die Endung -au im Namen weist ebenso wie beim Nachbarort Kreuzau auf die Flusslandschaft hin. Am östlichen Rand grenzt Niederau an den Burgauer Wald, der den Einwohnern als Naherholungsgebiet dient. Im Norden gibt es einen fließenden Übergang zwischen Niederau und Krauthausen. Die beiden Orte, die früher politisch getrennt waren, bilden heute einen gemeinsamen Stadtbezirk. Die Rur ist die natürliche Grenze zum westlichen Nachbarn Lendersdorf. In südlicher Richtung kommt man von Niederau nach Stockheim und Kreuzau.
Niederau besitzt die Struktur eines Straßendorfs, bei dem sich die Häuser direkt an der Straße befinden. Während sich der alte Ortskern rund um die Kirche an der Cyriakusstraße befand, bildet heute die in Nord-Süd-Richtung verlaufende Kreuzauer Straße (L 249) den Mittelpunkt. Querstraßen erstrecken sich im Westen bis an die Rur und östlich bis zum Stadtwald. Durch die Neubaugebiete, die nach dem Zweiten Weltkrieg entstanden, wurde Niederau an der Straße Richtung Stockheim (Hinzenbusch, Sandberg) und zur Rur hin (Tuchmühle) erweitert. Während in Krauthausen, das nahtlos an Niederau angrenzt, die Industrie dominiert, ist Niederau im Wesentlichen eine Wohngemeinde geblieben.

## Geschichte

### Ortsgeschichte
Erste Spuren ergeben sich aus archäologischen Funde aus der Zeit der römischen Antike, die in der Umgebung von Niederau ausgegraben wurden. In fränkischer Zeit entstand die erste Siedlung an der namensgebenden Flussaue der Rur. Um 1100 gab es an der Stelle des heutigen Schlosses Burgau eine erste Burganlage und die ersten Burgherren sind namentlich aus dem 13. Jahrhundert bekannt. Urkundlich wurde Niederau erstmals im Jahre 1384 erwähnt, als Dietrich Schinmann die Kapelle an das Nideggener Stift verkaufte.
Mehrere Jahrhunderte lang blieb es ein relativ dünn besiedelter Ort, dessen Einwohner hauptsächlich von der Landwirtschaft lebten. In dieser Zeit standen die Niederauer unter dem Einfluss und der Gerichtsbarkeit der Herren von Burgau. Zur Burgauer Herrschaft gehörte ein Leprosenhaus im Stepprather Feld. Die Einrichtung wurde Mitte des 16. Jahrhunderts errichtet und 1685 von den Franzosen zerstört. Für weitere Zerstörungen und Todesfälle sorgten der Dreißigjährige Krieg und mehrere Pestepidemien in den folgenden Jahrzehnten.
Im 18. Jahrhundert bildete sich ein Gemeindevorstand, dessen Vorsteher 1757 erstmals erwähnt wurde. Nachdem es während der Franzosenzeit ständig wechselnde Strukturen mit Maires gegeben hatte, ordneten die Preußen Niederau mit seinen rund 200 Einwohnern der Bürgermeisterei Stockheim zu und installierten einen Gemeinderat. Mit Beginn der Industrialisierung stieg die Einwohnerzahl um ein Vielfaches. Eine zunehmende Urbanisierung löste die handwerklichen Strukturen allmählich ab.

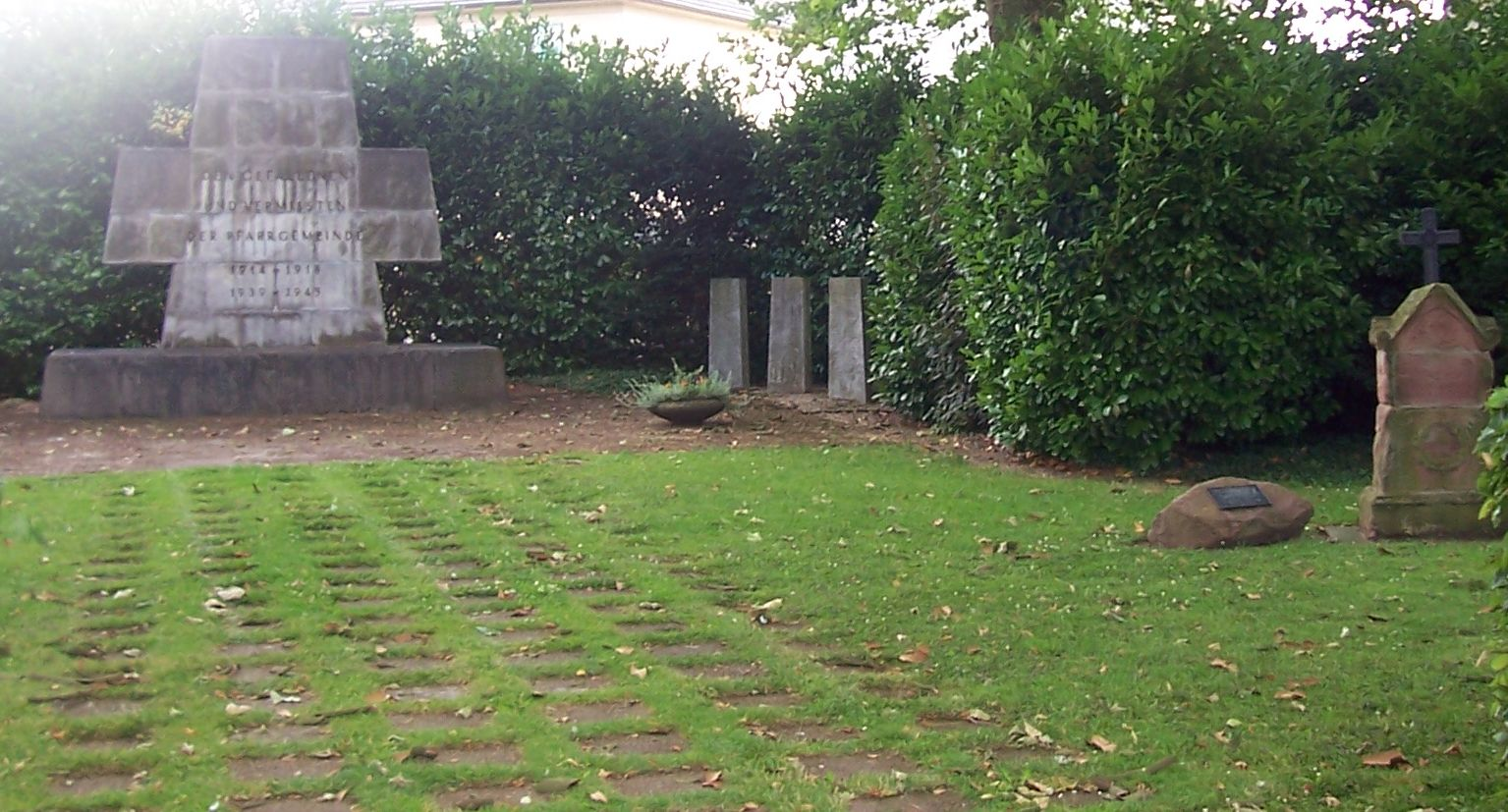
Die Kriegerdenkmäler erinnern an die gefallenen Soldaten der beiden Weltkriege und der Kriege Mitte des 19. Jahrhunderts

Die NSDAP tat sich in Niederau, das die Partei der Ortsgruppe Lendersdorf zuordnete, zunächst schwer, Einfluss zu gewinnen, weil der katholisch geprägte Ort politisch seit dem Ersten Weltkrieg mit großer Mehrheit von der Zentrumspartei dominiert wurde. Die Nationalsozialisten nutzten das Schloss Burgau als Quartier für die Dürener Oberbauleitung (OBL) der Organisation Todt, die zwischen 1938 und 1940 unter anderem an der Errichtung des Westwalls arbeitete und im Schloss einen Bunker hinterließ.
Am 31. Juli 1940 fielen die ersten Bomben auf Niederau; in den nächsten beiden Jahren folgten drei weitere Angriffe. Durch den Luftangriff auf Düren am 16. November 1944, der die Stadt komplett zerstörte, brach die Versorgung mit Nahrung und Strom zusammen. In den folgenden Tagen flohen die überlebenden Einwohner aus Niederau, nachdem es schon am 8. November einen Evakuierungsbefehl für alle nicht berufstätigen Einwohner gegeben hatte. Am 24. Februar nahmen US-amerikanische Truppen Niederau ein. Mitte März kehrten die ersten Flüchtlinge zurück in ihre Heimat und begannen mit dem Wiederaufbau, wobei es zu Plünderungen im Schloss Burgau kam. Der KZ-Kommandant Richard Baer nutzte nach dem Kriegsende einen auf Karl Neumann aus Niederau ausgestellten Abmeldeschein, um unterzutauchen.
Nach dem Krieg gehörte Niederau in der von den Briten eingerichteten Struktur zum Amt Kreuzau. Das Aachen-Gesetz sorgte am 1. Januar 1972 für eine kommunale Neugliederung, die auch Niederau betraf. Gegen den Willen der Bürger, die lieber der neuen Gemeinde Kreuzau angehört hätten, wurde der bislang eigenständige Ort ein Stadtteil von Düren. 1985 entstand der Bezirksausschuss Niederau, dem 1994 Krauthausen beitrat.

### Religionen

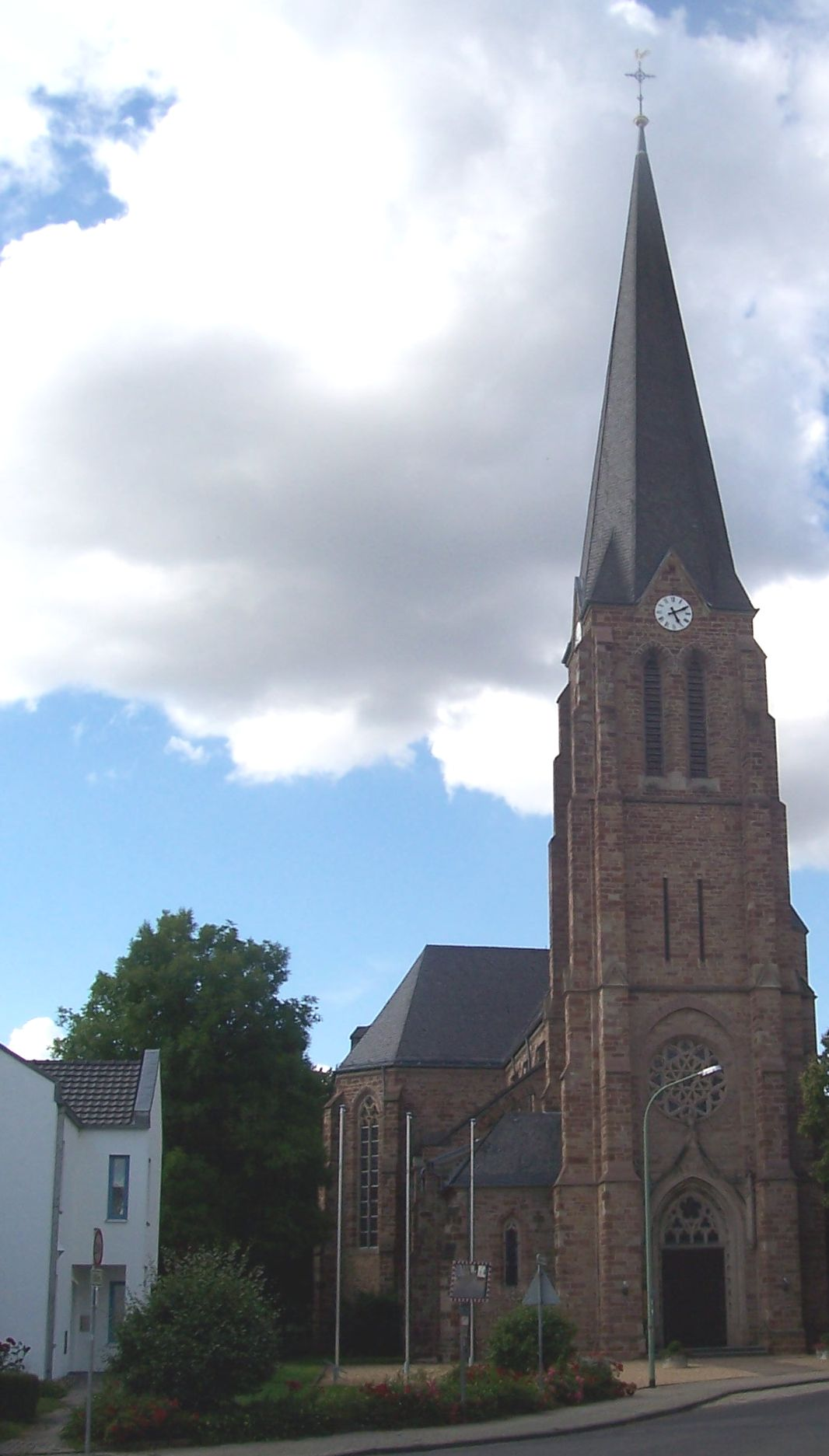
Grabes- und Auferstehungskirche, bis 2015 Pfarrkirche St. Cyriakus

Die Katholiken gehören der Gemeinde St. Cyriakus an. Obwohl Teile der alten Kirche aus dem 12. Jahrhundert stammen, wurde Niederau erst im 16. Jahrhundert zur eigenständigen Gemeinde, als Heinrich von Elmpt die Kollation der Niederauer Kapelle von der Kreuzauer Pfarre übernahm. Früher gehörte der Ort zum Dekanat Zülpich und ab 1384 zum Nideggener Stift St. Johannes Baptist. Da Napoleon Bonaparte die Niederauer Sukkursalpfarre (Hilfspfarre) 1808 supprimierte, wurde die Gemeinde von der Franzosenzeit bis zum Jahr 1842 der Pfarre Stockheim zugeordnet. Von 1957 bis 1973 gehörte Niederau vorübergehend zum Dekanat Kreuzau statt Düren. Im Januar 2010 fusionierte St. Cyriakus mit fünf weiteren Dürener Pfarrgemeinden zur neuen Großgemeinde St. Lukas.
1886 entstand der bis heute aktive Kirchenchor. In der ersten Hälfte des 20. Jahrhunderts gab es unter dem Dach der Pfarre außerdem drei Vereine für junge Menschen und Arbeiter. Die 1922 gegründete Jünglingskongregation und die vier Jahre ältere Kongregation für Jungfrauen, die junge Männer und Frauen zu einem sittlich korrekten Leben erziehen wollten, mussten 1938 unter nationalsozialistischem Einfluss aufgelöst werden. Die Spuren des 1907 eingerichteten katholischen Arbeitervereins verlieren sich zwischen den beiden Weltkriegen.
Protestanten und Angehörige anderer Religionsgemeinschaften nutzen die Gotteshäuser im Stadtgebiet. Allerdings ist der Anteil evangelischer Christen in der Gemeinde sehr gering. Juden gab es in Niederau nur vereinzelt.

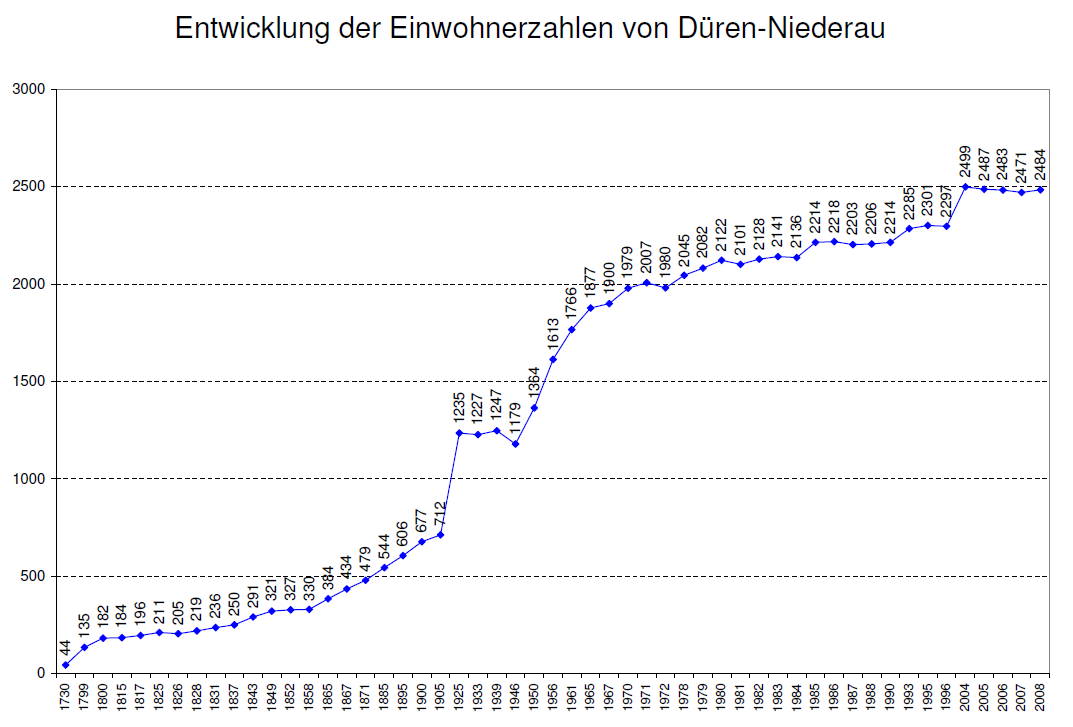
Einwohnerzahlen

### Einwohnerentwicklung
In den ersten Jahrhunderten war Niederau eine kleine Siedlung mit einzelnen Bauernhöfen. Für das Jahr 1730 nennt eine Liste der „Unterthanen“ des Schlosses Burgau für den Ort 44 Einwohner. 1799 sind in der Bevölkerungsliste des französischen Maire 135 Personen in Niederau aufgezählt. Im Laufe des 19. Jahrhunderts stieg die Einwohnerzahl deutlich an und erreichte im Jahr 1900 bereits mehr als das Dreifache des Wertes von 1800, wozu die zunehmende Industrialisierung wesentlich beitrug. Der Anstieg um fast 75 % zu Beginn des 20. Jahrhunderts lässt sich mit der erhöhten Mobilität der Pendler durch die neu eingerichtete Bahn erklären. Die Eingemeindung in die Stadt Düren im Jahr 1972 stoppte den Anstieg nur kurz. Von den rund 2500 Menschen, die heute in Niederau leben, sind angesichts der beiden Seniorenheime im Ort viele im Rentenalter.

## Politik

### Verwaltung
Seit der kommunalen Neugliederung 1972 wird Niederau als Stadtteil von Düren verwaltet. In den Jahren 1972 bis 1985 amtierten in Niederau drei Ortsvorsteher, die alle der CDU angehörten. Eine Mehrheit der Christdemokraten ergab sich auch im ersten Bezirksausschuss, der sich am 10. April 1985 konstituierte. Neben acht CDU-Mitgliedern waren sechs Mitglieder der SPD sowie je ein Vertreter der Grünen und der FDP vertreten. Als Krauthausen sich 1994 dem Bezirksausschuss anschloss, verschob sich das Verhältnis zu Gunsten der Sozialdemokraten (SPD 8, CDU 6, Grüne 1). Im aktuellen Gremium dominiert die CDU mit sieben Mandatsträgern, darunter der Vorsitzende Ralph Schauerte, gegenüber der SPD mit vier Mitgliedern; je einen Platz besetzen die Vertreter der Grünen, der FDP, der Linken, der AfD und des Seniorenrats.

### Städtepartnerschaft
Niederau pflegt seit 1971 eine enge Partnerschaft mit Altmünster-Neukirchen. Die Beziehung mit der österreichischen Stadt am Traunsee wurde Mitte Dezember 1971, rund zwei Wochen vor der Eingemeindung in die Stadt Düren, schriftlich dokumentiert. Die Bürger der Orte treffen sich unter anderem zum Schüleraustausch und zum Eisstockschießen. Als Zeichen der gegenseitigen Wertschätzung gibt es in Niederau die Altmünster und die Neukirchener Straße sowie den Traunseeweg, in Altmünster eine Dürener und eine Niederauer Straße.

## Kultur und Sehenswürdigkeiten

### Theater
Die Serbin Kaća Čelan arbeitete von 1994 bis 2006 in Düren und eröffnete im Schloss ein kleines Theater mit Theaterschule.

### Musik
Der Niederauer Männergesangverein erhielt 1998 2003 die Auszeichnung als Meisterchor des Sängerbundes Nordrhein-Westfalen. Aus einem Besuch des 1913 gegründeten Vereins im österreichischen Altmünster, bei dem die Sänger 1965 den dortigen Musikverein kennenlernten, entwickelte sich eine feste Partnerschaft. Ein Höhepunkt in der Vereinsgeschichte war 1990 der Auftritt in der Kölner Philharmonie.
Neben dem 1886 gegründeten Kirchenchor gibt es in der Niederauer Gemeinde St. Cyriakus den Frauenchor Cantilena, einen Kammerchor und einen Jugendchor.
1966 bildete sich innerhalb der Karnevalsgesellschaft Rurkei eine Blaskapelle, die unter dem Namen Rurschiffer auftrat. 1971 löste sich die Gruppe von den Karnevalisten und machte sich als Musikverein selbständig. Noch heute handelt es sich beim Musikverein Düren-Niederau um ein reines Blasmusik-Ensemble, das ein vielfältiges Repertoire von traditioneller Musik bis hin zu Musicals aufführt.

### Bauwerke

#### Kirchen

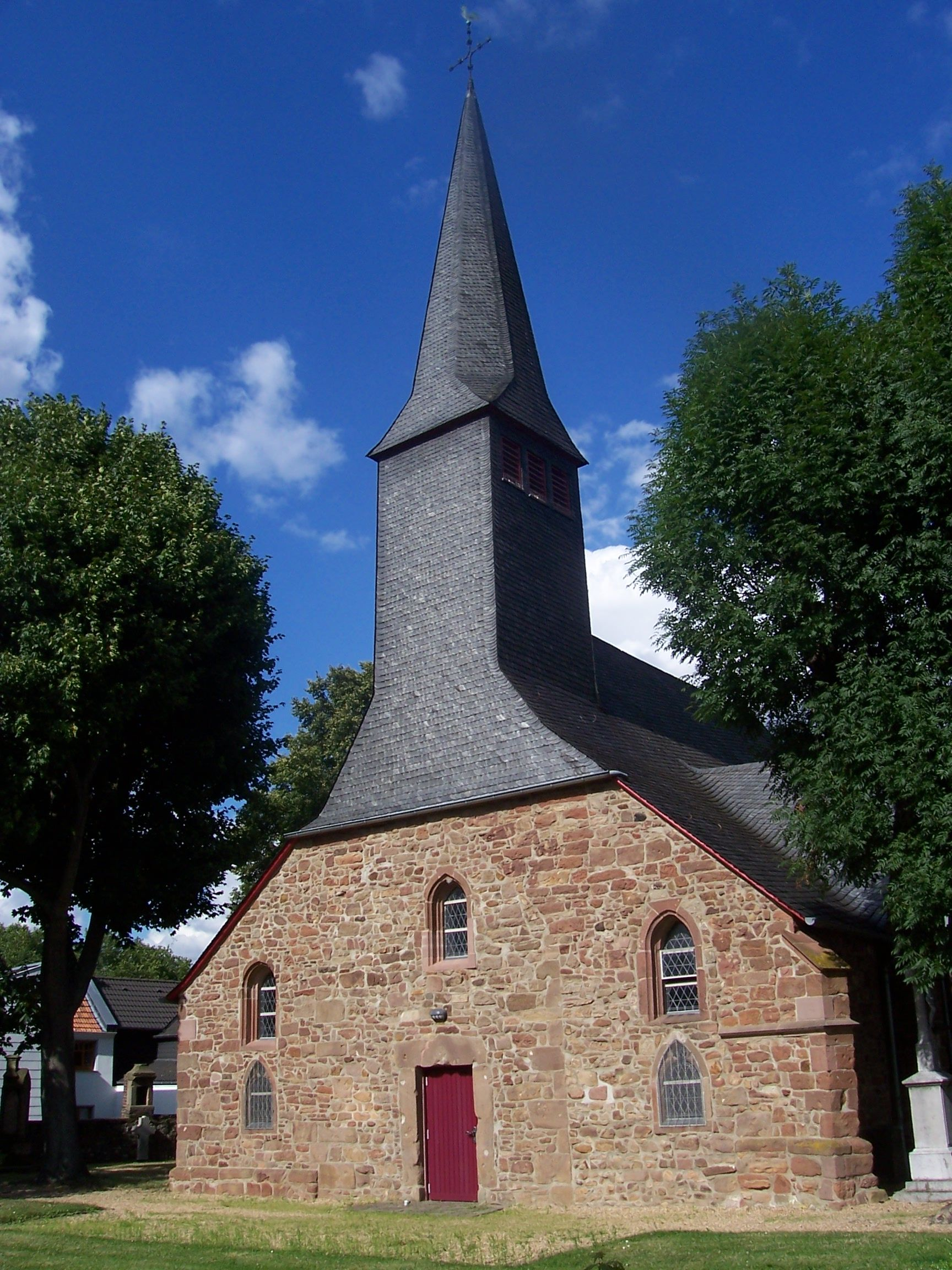
Alte Kirche

Das höchste Gebäude in Niederau ist die Grabes- und Auferstehungskirche St. Cyriakus. Die ehemalige Pfarrkirche wurde im Oktober 1905 nach anderthalb Jahren Bauzeit fertiggestellt; der 56 Meter hohe Turm stand ein Jahr später. Die im neogotischen Stil errichtete Kirche mit einer Grundfläche von 40 mal 16 Metern bot als Pfarrkirche rund 400 Sitzplätze. 1963 wurde die alte Orgel von 1911 durch ein neues Instrument ersetzt. Zehn Jahre später wurde der neue Altar eingeweiht. Seit 1990 gab es umfangreiche Renovierungsarbeiten, bei denen der Innenraum der Kirche neu gestaltet wurde. 2015 wurde die Pfarrkirche zur Grabeskirche mit Urnen und 80 Plätzen umgebaut. Die Einweihung als Grabeskirche erfolgte am 1. November 2015.
Knapp 200 Meter von der Grabeskirche entfernt steht die alte Kirche, deren ältester Teil eine Wand aus dem 12. Jahrhundert ist. 1751 sind Renovierungen des Bauwerks verzeichnet, das auf einer Grundfläche von 16 mal 11 Metern steht. Die Orgel stammt aus dem Jahr 1848. Zwanzig Jahre später entstand in der Nähe ein neues Pfarrhaus, das seit 1974 als Jugendheim dient. Die alte Kirche wurde seit Ende des Ersten Weltkriegs als Versammlungsort für die katholischen Vereine genutzt. Seit dem Umbau der großen Pfarrkirche zur Grabeskirche finden in der Alten Kirche wieder mehr Gottesdienste statt.
Da der direkt neben der heutigen Grabeskirche gelegene Friedhof keine Möglichkeit zur Erweiterung mehr bot, eröffnete die Gemeinde 1991 einen neuen Friedhof neben dem Schenkel-Schoeller-Stift.

#### Schloss Burgau

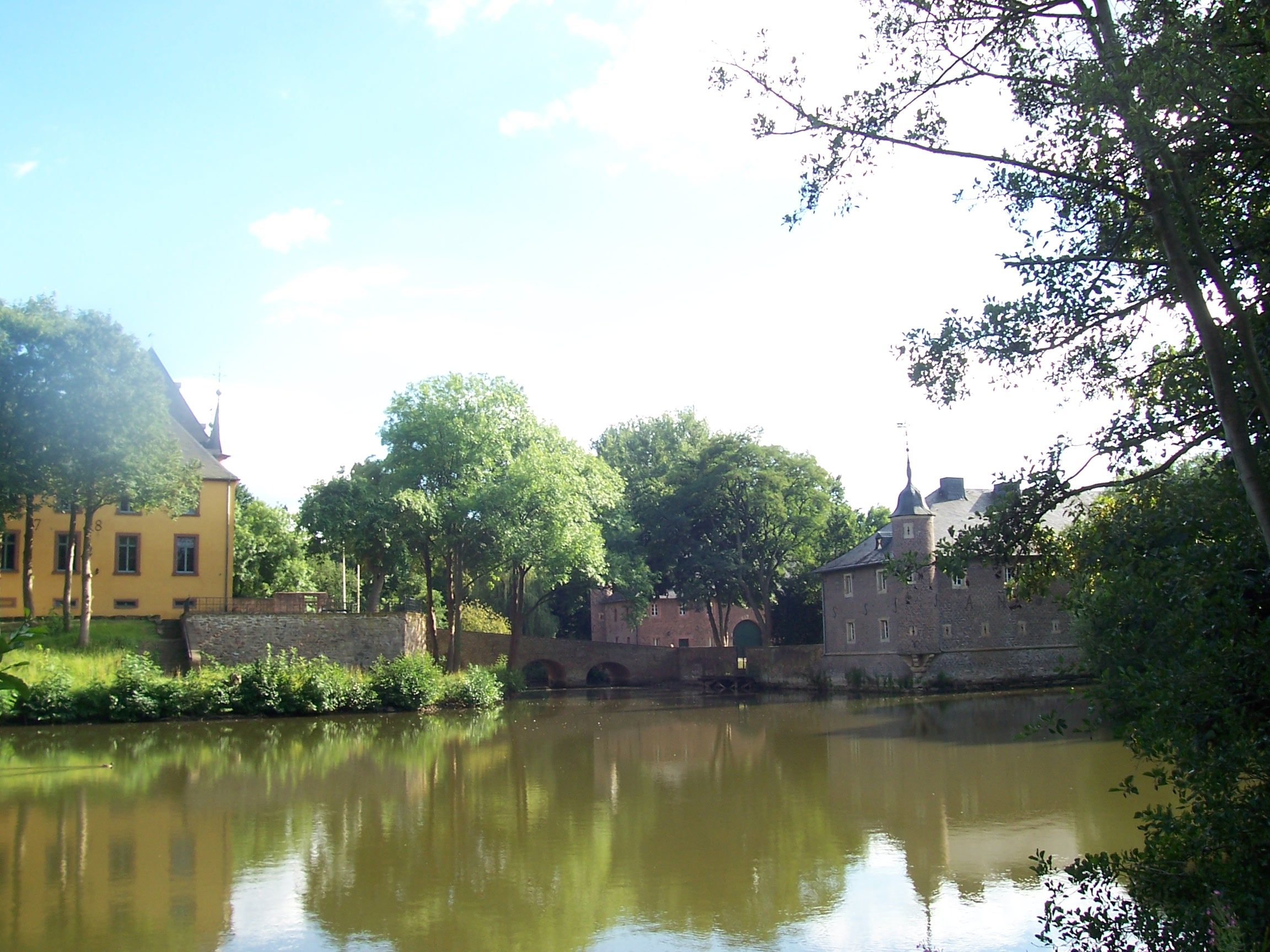
Schloss Burgau

Am Rand des Stadtwalds befindet sich das Schloss Burgau. Die ältesten Teile des Wasserschlosses stammen aus dem 13. Jahrhundert. Aus dieser Zeit lässt sich ein Burgherr von Auwe als erster Besitzer nachweisen. Das Schloss blieb viele Jahrhunderte im Besitz mehrerer Familien, vor allem der Herren von Elmpt, bis die Stadt Düren es 1917 erwarb. Nach den massiven Zerstörungen im Zweiten Weltkrieg wurde das Bauwerk seit 1974 durch die von der Schützenbruderschaft ins Leben gerufene Aktion Rettet Burgau wieder aufgebaut. Dort finden kulturelle Veranstaltungen und Ausstellungen statt. Um das Schloss ranken sich mehrere Sagen. Neben der Geschichte um die „schlimme Ursula“, die sich als tyrannische Herrin aufführte, gelangte vor allem die Sage der Hackefey zu überregionaler Bekanntheit. Nach der Legende hatte die Hexe Sophia einen Teufelspakt gegen das auf dem Schloss lebende Grafenpaar geschlossen.

#### Denkmäler
Im Ort gibt es mehrere Denkmäler. Das Ehrenmal für die gefallenen Soldaten der beiden Weltkriege befindet sich seit 1957 auf einem Platz in der Nähe der Kirche und löste ein ähnliches Denkmal aus dem Jahr 1932 ab, das an die Opfer des Ersten Weltkriegs erinnerte. Daneben steht ein kleiner Gedenkstein aus dem Jahr 1872 für die Opfer des Deutschen Krieges und des Deutsch-Französischen Krieges. Neben dem Marienkloster steht eine zwei Meter hohe, im Jahr 1767 gestiftete Feldkapelle. Ein von der Familie Erkens errichtetes Bruchsteinkreuz wurde in der Mitte des 19. Jahrhunderts von Kreuzau nach Niederau gebracht und 1954 erneuert.
In der Denkmalliste der Stadt Düren sind folgende Bauwerke in Niederau als Baudenkmäler eingetragen:
- Schloss Burgau
- Ehemalige Niederauer Mühle
- Alte Pfarrkirche Niederau
- Grabes- und Auferstehungskirche St. Cyriakus
- Bildstock Marienkloster

### Sport
Der FC 08 Düren-Niederau ist ein überregional bekannter Fußballverein. In der Saison 2017/18 spielt der ehemalige Mittelrheinligist mit seiner ersten Mannschaft in der Landesliga Mittelrhein. Der als Ball- und Sportclub Niederau gegründete Verein spielte zwischen den beiden Weltkriegen unter dem Namen Windhorst. Die erfolgreichste Zeit hatten die Niederauer Fußballer zwischen 1981 und 1991, als die erste Mannschaft in der Verbandsliga spielte. Überregionale Bekanntheit erlangte der Verein durch seine erfolgreiche Jugend, die regelmäßig am Dana Cup teilnimmt. Die deutsche Nationalspielerin Johanna Elsig begann hier ebenso ihre Karriere wie der U19-Europameister Deniz Naki. 1985 schlossen sich der 15 Jahre zuvor als eigener Verein gegründete Tischtennisclub dem FC an, der außerdem eine Tennis-Abteilung besitzt.
In ihrer österreichischen Partnerstadt Altmünster lernten die Niederauer im November 1988 das sonst hauptsächlich im Alpenraum verbreitete Stockschießen kennen, das die Mitglieder des 1990 gegründeten Sportclubs auf der eigenen Asphaltbahn sowie im Winter auf Eis spielen.

### Regelmäßige Veranstaltungen
Am zweiten Sonntag im Juli veranstaltet die St.-Cyriakus-Schützenbruderschaft das Volks- und Schützenfest. Die Bruderschaft wurde 1922 als Schützenverein gegründet und krönte zwei Jahre später ihren ersten Schützenkönig. In den Jahren 1930 und 1972 waren die Niederauer Gastgeber des Bundesschützenfestes.
Am Karnevalssonntag fand in Niederau viele Jahre lang ein eigener Umzug statt. In dem Stadtteil gibt es zwei Gesellschaften. Die Geschichte der KG Rurkei reicht zurück bis in das Jahr 1937. Mitglieder des damaligen Radsportvereins gründeten die Karnevalsgesellschaft. Speziell für die Bedürfnisse der Kinder entstand 1962 die KG Kamelle für de Kenge (Bonbons für die Kinder), die sich mit einem Zeltlager im Sommer auch außerhalb der Karnevalszeit um den Nachwuchs kümmert. In den letzten Jahren ergaben sich jedoch wegen fehlender Mitglieder organisatorische Probleme im Niederauer Karneval. Während die KG Rurkei weiterhin in jedem Jahr ihre große Kostümsitzung im „Lachenden Winkelsaal“ auf Schloss Burgau sowie ein Oktoberfest im Vereinsheim veranstaltet, wurde der Karnevalszug aufgrund fehlender Beteiligung eingestellt.

## Wirtschaft und Infrastruktur
Wie die gesamte Stadt Düren ist Niederau von der Papierherstellung und Firmen im Familienbesitz geprägt. Die Industrie nutzte die Mühlenteiche, die aus den nicht regulierten Nebenarmen der Rur entstanden. Der Niederauer Teich reichte von Friedenau bis Krauthausen. Niederau dient außerdem vielen Angestellten der im benachbarten Krauthausen ansässigen Firmen Schoellershammer, AkzoNobel (ursprünglich Akzo Chemie GmbH) und Sihl als Wohnsitz. Die in früheren Jahrhunderten dominierende Landwirtschaft – zu Beginn des 20. Jahrhunderts gab es noch zehn Vollerwerbsbetriebe – spielt heute keine Rolle mehr.
Im Süden des Ortes befindet sich die Niederauer Mühle. Die Brüder Franz und Ernest Schoeller erhielten 1831 die Konzession, auf einem Gelände, das dem Herrn von Elmpt gehörte, eine Tuchmühle zu errichten, die sie wegen andauernden Streitigkeiten mit Mitgliedern der Familie Hoesch nie ungestört betreiben konnten. 1889 wurde der Betrieb in eine Papiermühle umgewandelt, aus der die Karton- und Papierfabrik (Karpa) hervorging. Nach einem Konkurs im Jahr 1978 erhielt sie den heutigen Namen. Bereits seit 1786 betrieben Ludolf Matthias Hoesch (1788–1859) und seine Nachkommen mehrere Papiermühlen, darunter eine in Friedenau. Wegen irreparabler Schäden aus dem Ersten Weltkrieg musste dieser Standort 1924 stillgelegt werden.
Die Firma Franke produziert seit den 1920er Jahren diverse Küchengeräte und Räucheranlagen. Von 1899 bis 1962 existierten die Dürener Tonwerke.

### Verkehr

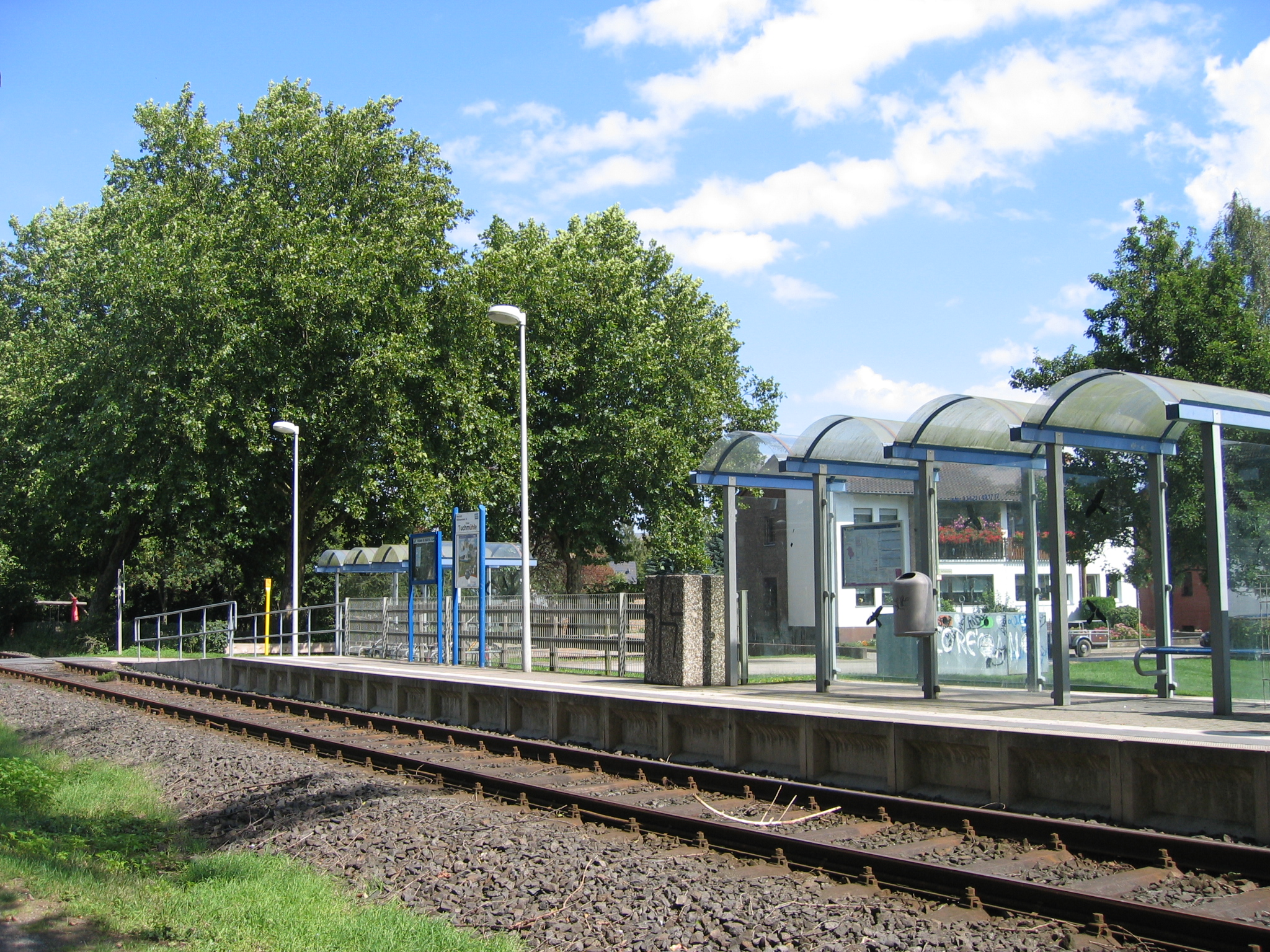
Haltepunkt Tuchmühle der Rurtalbahn

Seit 1892 konnten die Niederauer die Eisenbahn nutzen, die am Lendersdorfer Bahnhof in Krauthausen hielt. Parallel dazu gab es bis zum Zweiten Weltkrieg eine elektrische Kleinbahn. Im Vertrag mit der WeEG war eine Strecke vom Bahnhof Düren nach Kreuzau vorgesehen. Der Fahrplan der 1908 in Betrieb genommenen Bahn enthielt Haltestellen an der Niederauer Kirche und am Ortsende. 1921 übernahm die neu gegründete Dürener Kreisbahn diese Bahn, die 1945 durch eine Buslinie auf der gleichen Strecke ersetzt wurde. Seit 1992 gibt es an der Bahnstrecke Düren–Heimbach wieder einen Schienenverkehrshalt in Niederau. Die Rurtalbahn bedient in Niederau mit der RB 21 die Haltepunkte Renkerstraße und Tuchmühle.
| Linie | Verlauf | Takt                                                                      |
| ----- | --- | ------------------------------------------------------------------------- |
| RB 21 | Rurtalbahn: Düren – Annakirmesplatz – Kuhbrücke – Lendersdorf – Renkerstr/Krankenhaus – Tuchmühle – Kreuzau – Kreuzau, Eifelstraße – Üdingen – Untermaubach-Schlagstein – Obermaubach – Zerkall – Nideggen-Brück – Abenden – Blens – Hausen – Heimbach (Eifel) Stand: Fahrplanwechsel Dezember 2021 | 30 min / 60 min (SVZ) (Düren–Untermaubach) 60 min (Untermaubach–Heimbach) |

Drei Buslinien 210, 211 und 221 der Dürener Kreisbahn, seit 1. Januar 2020 Rurtalbus, führen durch den Ort. In Niederau bedient die Linie 222 ausschließlich die Haltestelle „Renkerstraße“, die Linie 292 das Wohngebiet „Am Sandberg“.
| Linie | Verlauf |
| ----- | --- |
| 210   | (Düren Bf/ZOB – StadtCenter – Kaiserplatz – Krauthausen – Niederau –) Kreuzau – (Drove –) Boich – Nideggen – Brück – Schmidt    |
| 211   | Düren Bf/ZOB – StadtCenter – Kaiserplatz – Krauthausen – Niederau – Kreuzau – Drove – Thum – Thuir – (Muldenau – Embken –) Berg |
| 221   | Düren Bf/ZOB – StadtCenter – Kaiserplatz – Krauthausen – Niederau – Kreuzau – Winden – Leversbach – Rath – Nideggen             |
| 222   | Düren Kaiserplatz – Krauthausen (→ Niederau Renkerstraße) – Lendersdorf – Berzbuir – Kufferath                                  |
| 292   | Kreuzau Bf – Niederau Am Sandberg – Stockheim (– Jakobwüllesheim – Vettweiß)                                                    |
| N3a   | Nachtbus: nur in den Nächten Fr/Sa und Sa/So Düren Bf/ZOB → Kaiserplatz → Niederau → Kreuzau → Leversbach → Nideggen → Thum     |

Die zentrale Straße ist die L 249, die Düren mit Kreuzau verbindet und weiter in die Eifel führt. Weitere Außerortsstraßen führen von Stockheim (L 327) und Lendersdorf (L 13) nach Niederau. Radwege verbinden Niederau mit Krauthausen, Lendersdorf, Kreuzau und Stockheim.

### Öffentliche Einrichtungen
Das Marienkloster ist eines von zwei Seniorenheimen in Niederau. Es entstand 1908 als Kloster der Cellitinnen von der Hl. Gertrud. 1988 übernahmen die Cellitinnen zur Hl. Maria die Trägerschaft der Einrichtung.
Als zweites Seniorenheim gibt es in Niederau das evangelische Schenkel-Schoeller-Stift. Dieses basiert auf einer Stiftung von Catharina Schenkel, geb. Schoeller, der Ehefrau des Industriellen Rudolf Schenkel, die von 1852 bis zum Zweiten Weltkrieg bereits eine Versorgungsanstalt in Düren betrieben hatte. 1952 verlegte die Stiftung das Heim von Düren nach Niederau. In den 1980er Jahren wurde die Einrichtung durch einen Neubau modernisiert.
Am Rand des Stadtwalds in der Nähe der L 327 entstand 1965 ein Tierheim, das neben den üblichen Haustieren Platz für Schafe, Pferde und viele weitere Tierarten bietet. Eines der Gebäude war früher der Sitz der 1921 gegründeten Burgauer Waldschule, die als Kureinrichtung für Kinder diente.
In Niederau gibt es seit 1972 eine örtliche Löschgruppe der Freiwilligen Feuerwehr Düren. Vor der kommunalen Neugliederung war die 1909 gegründete Einheit selbstständig.

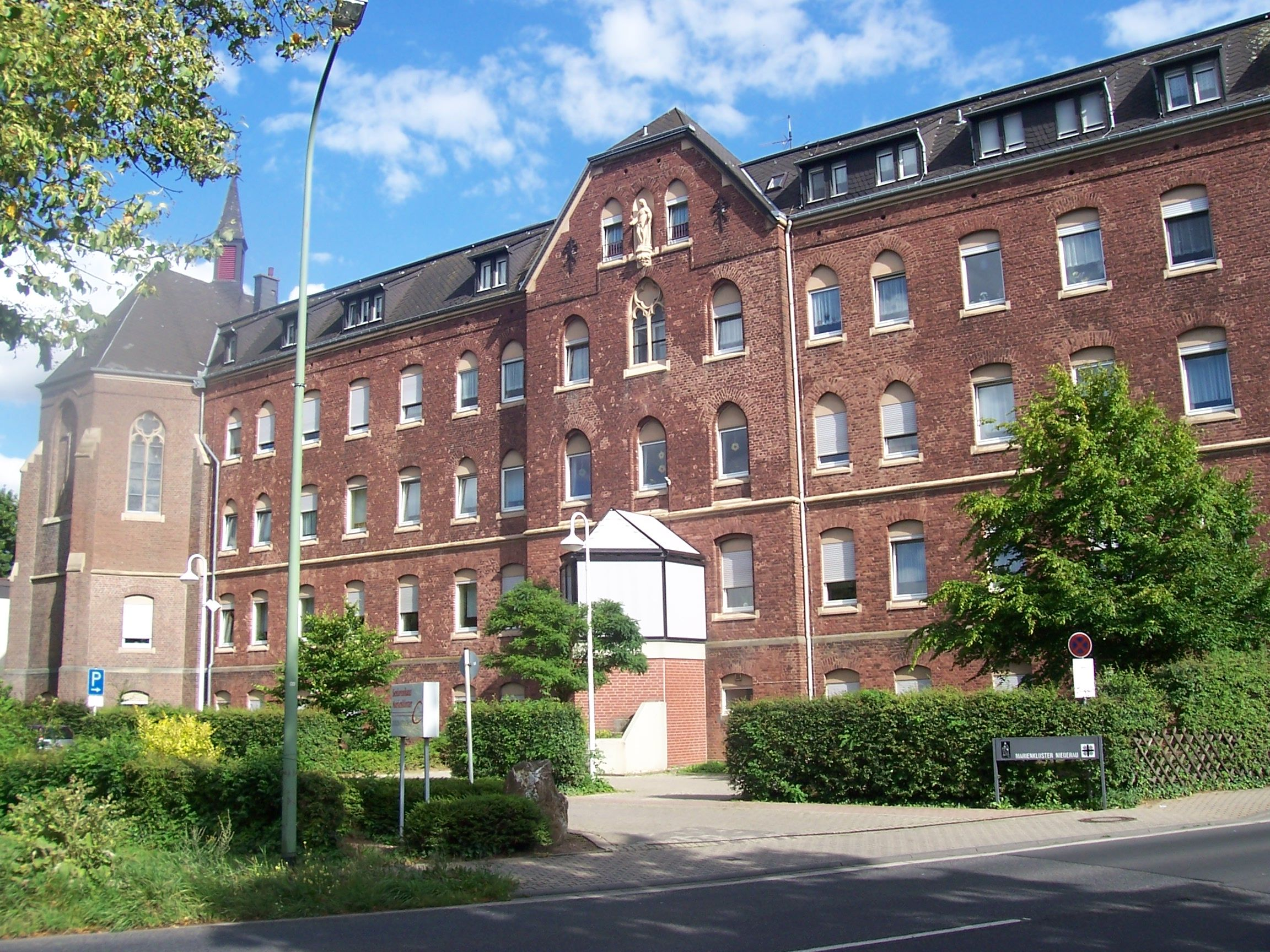
Marienkloster
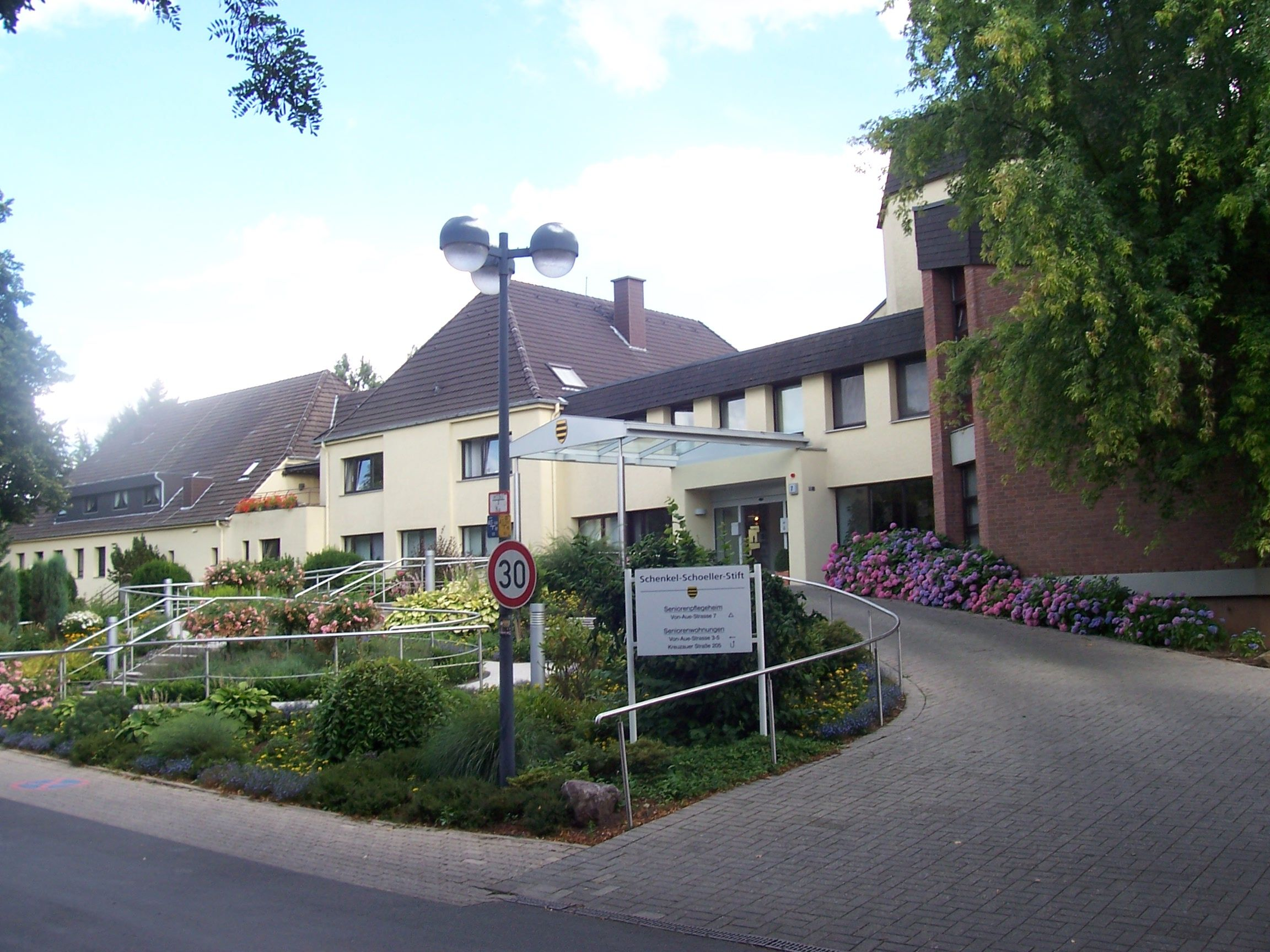
Schenkel-Schoeller-Stift
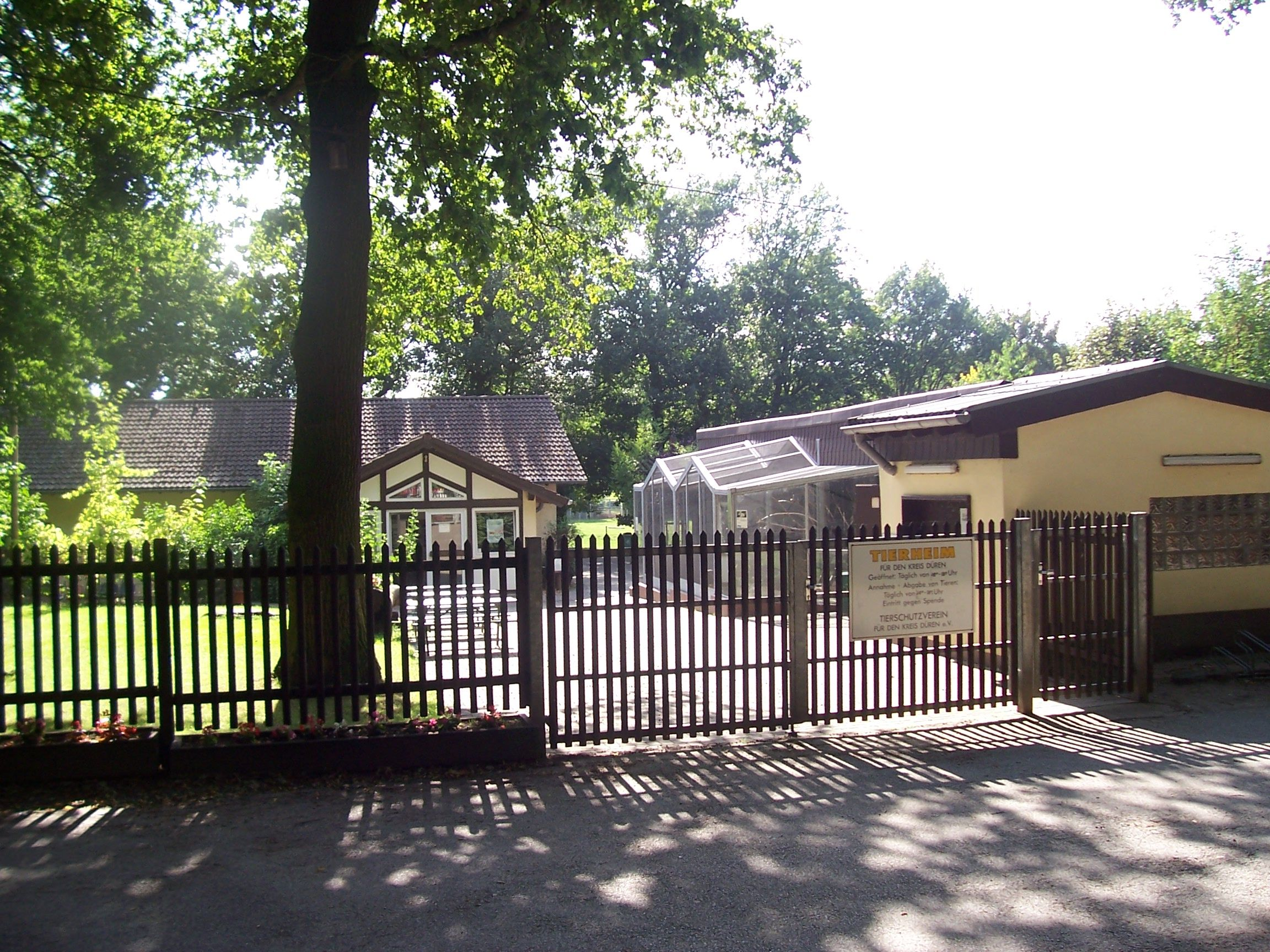
Tierheim

### Bildung
Im Ort gibt es für die Niederauer und Krauthausener Kinder eine katholische Grundschule. Sie wurde 1878 errichtet, 1909/10 umgebaut und 1954 erweitert. In der städtischen Schule werden rund 120 Schüler unterrichtet. Die Turnhalle auf der anderen Straßenseite wurde 1970 eröffnet. 2011 wurde die Niederauer Grundschule mit der Grundschule St. Michael Lendersdorf zu einem Schulverbund zusammengelegt. Gegenüber der alten Kirche besteht noch das alte Schulgebäude. Die Lehrer, die damals dort unterrichteten, waren gleichzeitig Küster der Pfarre.

## Persönlichkeiten
- Der Politiker Albert Müller wurde als Historiker und Initiator der Aktion Rettet Burgau bekannt. Für seine Verdienste um die Heimat erhielt er das Bundesverdienstkreuz. Die gleiche Auszeichnung gab es für den stellvertretenden Bürgermeister Franz-Josef Keimes, der in Niederau insbesondere den Sport und die Partnerschaft mit Altmünster förderte.[85] Nach ihm ist der Sportpark des FC Niederau benannt.[53]

- Der Grafiker Willi Rixen lebte in Niederau und gestaltete unter anderem die Fenster der neuen Kirche.[86]

- Raphael Otto Schauerte (* 18. Dezember 1946; † 6. Juni 2018) war ein deutscher Feuerwehrmann, Kommunalpolitiker und unter anderem Träger des Verdienstkreuzes am Bande der Bundesrepublik Deutschland.[87] Schauerte war 46 Jahre Mitglied der Freiwilligen Feuerwehr Düren, davon 15 Jahre als Löschgruppenführer in seinem Heimatort Niederau. Außerdem war er Kreisausbilder. Für seine vielfältiges Engagement im Feuerwehrdienst erhielt er 1999 das Feuerwehrehrenzeichen des Landes Nordrhein-Westfalen in Gold, die Ehrennadel des Kreisfeuerwehrverbandes Düren und 2006 das Feuerwehr-Ehrenkreuz in Silber des Deutschen Feuerwehrverbandes. Er erhielt 1993 die Feuerwehr-Verdienstmedaille des Bezirks Gmunden (Oberösterreich) der III. Stufe verliehen. Er war lange Zeit im Vorstand des Vereinsrings Düren-Niederau. 2008 wurde er Vorsitzender des neugegründeten Fördervereins Schenkel-Schoeller-Stift. Auch in der Städtepartnerschaft mit der oberösterreichischen Marktgemeinde Altmünster-Neukirchen war er aktiv. Als Mitglied der CDU war Schauerte ab 1994 Ratsmitglied in Düren. 1999 wurde er Vorsitzender des Feuerwehrbeirates der Stadt Düren. Von 1999 an war er zudem Vorsitzender des Bezirksausschusses Niederau-Krauthausen. Er war auch ordentliches Mitglied im Aufsichtsrat der Krankenhaus Düren eGmbH. Beruflich war Raphael Schauerte viele Jahre Bezirksschornsteinfegermeister.